# Palais Mattei di Giove
Pour les articles homonymes, voir Mattei.
Le palais Mattei di Giove est un palais de Rome situé via Michelangelo Caetani, dans le rione Sant'Angelo et plus précisément dans l'îlot Mattei, délimité par les vie delle Botteghe oscure, dei Funari et Paganica. 
Propriété de l'État italien depuis 1938, il héberge des institutions culturelles, deux relevant du Ministère pour les Biens et les Activités culturels, la Bibliothèque d'histoire moderne et contemporaine (Biblioteca di storia moderna e contemporanea) et l'Institut central des biens sonores et audiovisuels (Istituto Centrale per Beni Sonori e Audiovisivi), anciennement Discothèque nationale (Discoteca di Stato), le Centre italien d'études américaines et l'Institut historique italien de l'époque moderne et contemporaine (Istituto storico per l'età moderna e contemporanea).

## Historique
En 1598, à l'occasion de son mariage avec Costanza Gonzaga, de la maison de Gonzague, Asdrubale Mattei commande à l'architecte Carlo Maderno le projet d'un palais. Il est à construire sur l'îlot Mattei, à l'emplacement de plusieurs maisons dont les Mattei, famille noble romaine, sont propriétaires. Cette résidence urbaine est la dernière construite de l'îlot d'habitation, attenante au palais Caetani où réside Alessandro Mattei, le père d'Asdrubale et qui comprend également trois autres palais, notamment le palais Mattei di Paganica.
Les travaux de construction vont s'échelonner durant vingt ans, jusqu'en 1618 même si l'aile jouxtant le palais paternel est terminée en 1613. 
Au début du XIXe siècle, après la mort du dernier mâle de la lignée des Mattei di Giove, le palais entre dans la famille Antici par le mariage de Maria Anna, la fille unique de Giuseppe Mattei avec le marquis Carlo Teodoro Antici di Recanati. Ce dernier est le frère d'Adelaïde Antici, la mère de Giacomo Leopardi. Le poète a séjourné cinq mois dans ce palais, du 23 novembre 1822 à la fin du mois d'avril 1823 où sa chambre est située au 3e étage ; le palais et son atmosphère lui déplaisent en raison, écrit-il dans une lettre adressée à son frère Carlo, dès le surlendemain de son arrivée, « de l'horrible désordre, de la confusion, de la médiocrité, de la petitesse insupportable, de la négligence indicible et de toutes les autres effroyables qualités qui règnent dans cette maison ». Son oncle et Rome ne trouvent pas non plus grâce à ses yeux ; dans une autre lettre adressée à son frère, il parle du marquis en ces termes : « le diable était bien plus laid qu'il n'en avait l'air » et traite la ville éternelle de « tas de fumier littéraire ».

## Description
L'imposante demeure, coiffée d'un belvédère à loggia qui domine le quartier, s'élève à l'angle des vie Michelangelo Caetani et dei Funari et possède une entrée dans chacune de ces rues. Ses façades sont en briques et en travertin, ses arêtes traitées en bossage et elle est couronnée d'une corniche ornée des symboles héraldiques des Mattei (un échiquier) et des Gonzague (un aigle). Les rez-de-chaussée et piano nobile sont strictement rythmés par des fenêtres aux moulures saillantes, surmontées d'un entablement ; pour le piano nobile, elles sont au nombre de neuf (via Michelangelo Caetani) et onze (via dei Funari). Le dernier étage comporte le même nombre d'ouvertures, aux moulures cependant moins saillantes et sans entablement, au-dessus desquelles prennent place les fenêtres éclairant le grenier. 
Le portail d'entrée situé via dei Funari conduit à la cour intérieure, l'un des parties les plus remarquables du palais, dont le côté sud présente une double loggia à triple arcades et deux ordres de pilastres superposés. Sur la balustrade de la loggia supérieure, sont disposés des bustes d'empereurs romains. Les côtés latéraux sont abondamment décorés de bas-reliefs antiques et de médaillons dans des cadres en stuc du XVIIe siècle et par des bustes d'empereurs romains insérés dans des niches. 
La cour est close, côté nord, par un mur formant terrasse, à trois arcades, les deux latérales étant aveugles, et surmonté d'une balustrade. Il permet d'accéder à une seconde cour où une fontaine est accolée au mur du fond. Elle est constituée d'un sarcophage orné de deux protomés léonins qui recueille l'eau jetée par la bouche d'un mascaron grotesque.

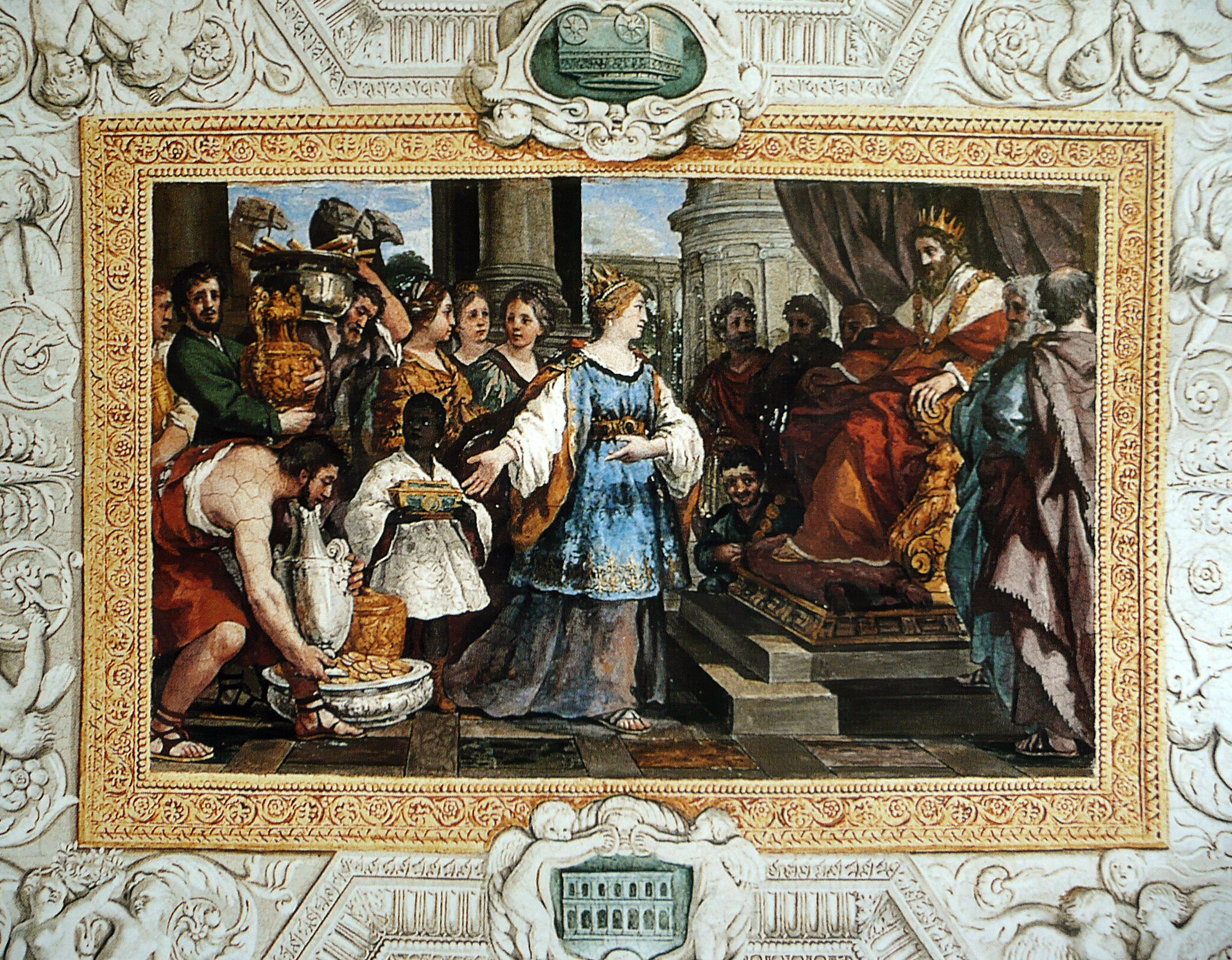
Partie centrale de la voûte d'une salle du piano nobile, peinte à fresque par Pierre de Cortone

Dans la cour, sont exposées des sculptures antiques, posées sur un piédestal. Ces vestiges de l'Antiquité sont les œuvres de la précieuse collection de marbres réunie par les Mattei, dont certaines ont été exposées dans la villa Celimontana, non concernées par la vente de cette collection au pape Clément XIII, par Giuseppe Mattei en 1766. Une bonne partie est aujourd'hui conservée au Musée Pio-Clementino, l'un des musées du Vatican.
Profondément religieux, les Mattei choisissent des thèmes bibliques pour la décoration à fresque des pièces du piano nobile, réalisée par des artistes actifs à Rome en 1615. À Francesco Albani dit L'Albane et Le Dominiquin sont confiées les Scènes de la vie de Jacob, à Giovanni Lanfranco et Pomarancio les Scènes de la vie de Joseph. Quant à Pierre de Cortone, il peint un plafond représentant des Scènes de la vie de Salomon vers 1622-1623.

## Sources bibliographiques
- Carlo Cresti et Claudio Rendina (trad. Jean-Philippe Follet), Villas et palais de Rome [« Ville e palazzi di Roma »], Paris, Éditions Mengès, novembre 1998, 399 p. (ISBN 978-2-85620-409-2), p. 126-135. Photographies de Massimo Listri
- (it) Varagnoli Claudio, « Eredità cinquecentesca e apertura al nuovo nella costruzione di palazzo Mattei di Giove a Roma », Annali di Architettura, Vincenza, Centro Internazionale di Studi di Architettura Andrea Palladio, nos 10-11,‎ 1998-1999, p. 322:  (ISSN 1124-7169, lire en ligne)